# 문화의 날 (일본)

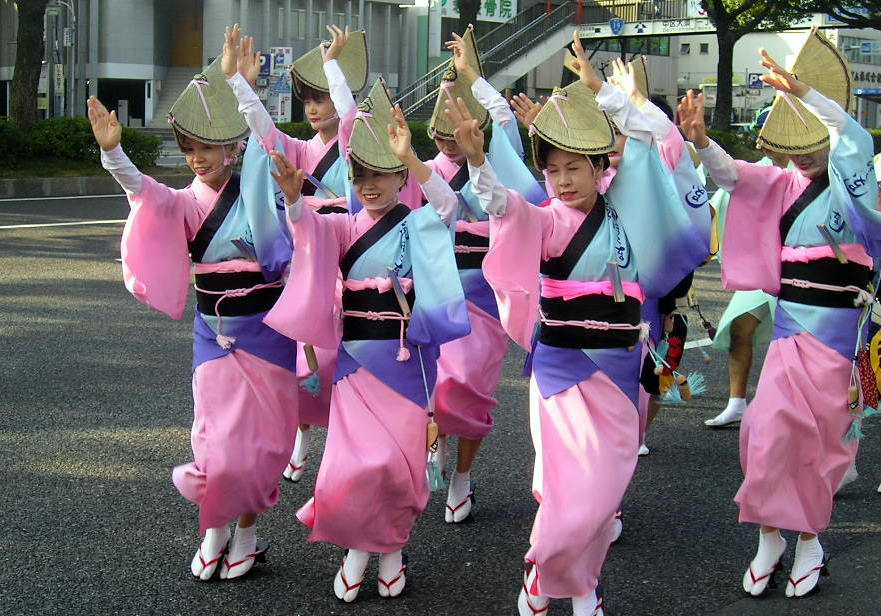

문화의 날(일본어: 文化の日)은 일본의 공휴일이다. 날짜는 11월 3일이다. 공휴일법에서는 "자유와 평화를 사랑하고 문화를 추진하는 것"을 목표로 하고 있다.
1873년부터 1911년까지는 메이지 천황의 생일이었기 때문에 천장절(天長節, 천황탄생일)로 지정되었다. 1927년부터 1947년까지는 메이지절(明治節, 명치절)이라는 이름을 사용했다. 1947년에 제정된 일본국 헌법에 따르면 "일본국은 평화와 문화를 중시한다"고 규정하고 있다. 1948년 "문화의 날"로 결정, 공포되었다.
문화의 날에는 고쿄(황궁)에서 문화 훈장 수여식이 거행되며 이 날을 중심으로 문화청이 주최하는 예술제가 개최된다. 또한 이 날은 맑은 날씨가 된 날이 많아 일본에선 "맑은 날이 많은 날"로 유명하다. 박물관에선 이 날 입장료를 무료로 하고, 각종 오락, 대회를 개최하는 곳도 있다.